# Сич Олександр Іванович
Олекса́ндр Іва́нович Си́ч (нар. 25 січня 1954) — український історик, доктор історичних наук, професор. Спеціаліст з історії Канади

## Біографія
Народився 25 січня 1954 року. В 1977 закінчив історичний факультет Чернівецького університету. З 1979 року старший лаборант кафедри загальної історії. В 1984 році захистив кандидатську дисертацію на тему: “Слов‘янська еміграція Австро-Угорщини в заселенні та освоєнні канадського Заходу (кінець ХІХ – початок ХХ ст.)”. Науковий керівник Макар Юрій Іванович. З 1979 року викладач кафедри загальної історії. В 1988 році отримав звання доцента. В 1994 році захистив докторську дисертацію на тему: “Імміграція та її місце в соціально-економічному розвитку Канади (1900 – 1939 рр.)”. В 2000 році отримав звання професора. З 2001 року завідувач кафедри всесвітньої історії.
Виступив науковим керівником кандидатської дисертації Глібощука Миколи Васильовича на тему: Соціально-економічна політика уряду А. Денікіна (1918-1920 рр.)

## Нагороди
Знак "За відмінне навчання"